# Дружковский завод газовой аппаратуры
Дружковский завод газовой аппаратуры (ЧАО «ГРЕТА») (укр. Дружківський завод газової апаратури) — промышленное предприятие в городе Дружковка Донецкой области Украины.

## История
Предприятие было создано в 1943 году как горпромкомбинат (предприятие местной промышленности). Изначально завод занимался производством самых необходимых на тот момент вещей: дверей, замков, шпингалетов, дверных ручек, сейфов.
С развитием газификации и началом массового жилищного строительства в стране, в 1959 году завод был переоснащен на производство кухонных плит и получил новое название: «Дружковский завод газовой аппаратуры». Первая партия кухонных плит в количестве четырёх тысяч штук была отгружена именно в 1959 году.
В советское время завод являлся одним из ведущих предприятий города, на предприятии работало полторы тысячи человек. Максимальные производственные мощности составляли 140 тысяч плит в год.
После провозглашения независимости Украины государственный завод был преобразован в открытое акционерное общество.
В 2004 году завод выпустил 170 тыс. газовых плит.
В 2005—2008 годы на заводе произвели полную реконструкцию, было установлено новое европейское оборудование.
В 2007 году основной продукцией предприятия являлись газовые плиты и бытовые электрические плиты, также завод выпускал баллоны для сжиженного газа и запасные части к газовой аппаратуре. С 2007 года продукция предприятия производится под торговой маркой «Greta»
В 2012 году производственная мощность предприятия составляла 500 тысяч плит в год.
В 2014 году на заводе работали 600 человек.

## Продукция
Завод выпускает газовые плиты, комбинированные плиты, электрические плиты, варочные поверхности, настольные плиты

## Экспорт
Продукцию завода закупают Азербайджан, Белоруссия, Казахстан, Литва, Молдова, Польша, Российская Федерация, Узбекистан, Чехия, Румыния, Венгрия.